# Brigham Young University–Idaho
Brigham Young University–Idaho är ett universitet i Rexburg i Idaho i USA, grundat 1888 som Bannock Stake Academy. Universitetet ägs av Jesu Kristi Kyrka av Sista Dagars Heliga. År 1903 beslutades det om ett namnbyte till Ricks College för att hedra grundaren Thomas E. Ricks. Det nuvarande namnet togs i bruk år 2001.